# Hadena circumvadis
Hadena circumvadis är en fjärilsart som beskrevs av Smith 1902. Hadena circumvadis ingår i släktet Hadena och familjen nattflyn. Inga underarter finns listade i Catalogue of Life.